# Aeroportul Tandil
Aeroportul Tandil (IATA: TDL, ICAO: SAZT) este un aeroport din Buenos Aires, Argentina ce deservește zona Tandil⁠(d). Aeroportul a fost tranzitat în aprilie 2022 de 11 pasageri. A fost numit după zona deservită.
Situat la o altitudine de 174 m, aeroportul dispune de o singură pistă. Este operat de Fuerza Aérea Argentina⁠(d).